# Nesselbach (Altmühlsee)
Der Nesselbach ist ein 9 km langer Bach in den Landkreisen Ansbach und Weißenburg-Gunzenhausen in Mittelfranken, der bei Muhr am See dem Altmühlsee zuläuft.

## Name
Der Nesselbach wird in einer Urkunde als „Nezelbach“ aus der Zeit von 1190 bis 1191 erwähnt. Der Name des Flusses leitet sich von den Nesseln ab, die zuhauf am Bachlauf zu finden waren.

## Verlauf
Der Bach entspringt auf etwa 430 m ü. NN in einem Feuchtgebiet im Gewann Gebrannte Marter des Haundorfer Waldes etwa 1,5 km östlich des Dorfes Biederbach im Landkreis Ansbach und am westlichen Rand des Spalter Hügellandes. Er fließt zunächst südwestlich, tritt dabei bald aus dem Wald, unterquert die Kreisstraße AN 59 von Selgenstadt nach Heglau und nimmt dann von rechts einen Kilometer südöstlich von Biederbach die hier deutlich längere Moosach aus Nordwesten auf. Wenig danach mündet aus dem Haundorfer Wald im Osten der Mönchberggraben, daraufhin an der Landkreisgrenze zum Landkreis Weißenburg-Gunzenhausen wiederum von rechts der Schlegelgraben.
Dort stehen wieder nah um den Bach Wälder und er zieht nun erst südwärts, dann südwestwärts in einem weniger als 200 Meter breiten Wiesenschlauch zwischen dem Haundorfer Wald im Osten und dem Mönchswald im Westen durch die nunmehr Haundorfer Gemarkung. Bei dem schon zu Muhr am See gehörenden Wehlenberg beginnt sich die offene Aue zu weiten, aus dem Haundorfer Wald im Nordosten mündet als letzter Zufluss der Wettelbach. Unweit dieser Einmündung ist der Standort der abgegangenen Nesselmühle, eine vom 16. Jahrhundert bis in die 1970er Jahre bestehende Säg- und Mahlmühle.
Der Nesselbach unterquert dann in der flachen Altmühlebene die Bundesstraße 13 und die Bahnstrecke Würzburg–Treuchtlingen. Nach der Bahnbrücke fließt der Bach in viel breiterem Bett zwischen Längsdämmen im Nesselbachzuleiter, zunächst noch ein Stück westlich, dann knickt er nach Süden und wird von der Altmühl unterquert. Er mündet nach etwa 9,0 Kilometer Lauf in den mit einem umlaufenden Damm angestauten Altmühlsee, den die Altmühl dicht östlich umgeht.